# (2593) Buryatia
(2593) Buryatia (1976 GB8; 1976 JP1; 1979 FB2) ist ein ungefähr vier Kilometer großer Asteroid des inneren Hauptgürtels, der am 2. August 1949 vom russischen (damals: Sowjetunion) Astronomen Nikolai Stepanowitsch Tschernych am Krim-Observatorium (Zweigstelle Nautschnyj) auf der Halbinsel Krim (IAU-Code 095) entdeckt wurde.

## Benennung
(2593) Buryatia wurde nach der damaligen Burjatischen Autonomen Sozialistischen Sowjetrepublik benannt.